# Шишкин, Яков Васильевич (Герой Советского Союза)
Яков Васильевич Шишкин (1921—1979) — командир авиационной эскадрильи 32-го истребительного авиационного полка 256-й истребительной авиационной дивизии 5-го истребительного авиационного корпуса 2-й воздушной армии, военный лётчик 1-го класса, полковник, Герой Советского Союза.

## Биография
Родился 23 декабря 1921 года в селе Алексеевка (ныне Балаковский район, Саратовская область). В 1936 году окончил 7 классов средней школы № 1 в городе Вольске Саратовской области.
В армии с ноября 1938 года. В 1940 году окончил Энгельсскую военную авиационную школу лётчиков. Служил в 162-м резервном авиационном полку. С июля 1941 года — лётчик-инструктор 6-го запасного авиационного полка; занимался подготовкой лётчиков-истребителей для фронта. В 1943 году окончил Липецкие курсы усовершенствования офицерского состава ВВС.
Участник Великой Отечественной войны: в декабре 1943 — феврале 1944 — заместитель командира авиаэскадрильи 728-го истребительного авиационного полка, в феврале 1944-мае 1945 — командир авиаэскадрильи 32-го истребительного авиационного полка. Сражался на 1-м Украинском фронте. Участвовал в освобождении Правобережной Украины, Польши и Чехословакии, в Берлинской операции. За время войны совершил 244 боевых вылета на истребителях Як-9 и Як-3, в 36 воздушных боях лично сбил 19 самолётов противника.
За мужество и героизм, проявленные в боях, Указом Президиума Верховного Совета СССР от 27 июня 1945 года капитану Шишкину Якову Васильевичу присвоено звание Героя Советского Союза с вручением ордена Ленина и медали «Золотая Звезда».
После войны продолжал службу в строевых частях ВВС. В 1948—1950 — командир истребительной авиаэскадрильи учебно-тренировочного полка Высшей офицерской школы боевой подготовки Дальней авиации. В 1950—1957 — командир истребительного авиаполка в Дальней авиации, с 1957 года — заместитель командира авиадивизии в Прикарпатском военном округе. В 1959 году окончил курсы при Военно-воздушной академии. Был заместителем командира и командиром авиадивизии. В 1965—1966 — начальник командного пункта управления полётами 24-й воздушной армии, с 1966 — 26-й воздушной армии. С июля 1968 года полковник Я. В. Шишкин — в запасе.
Жил в Минске.

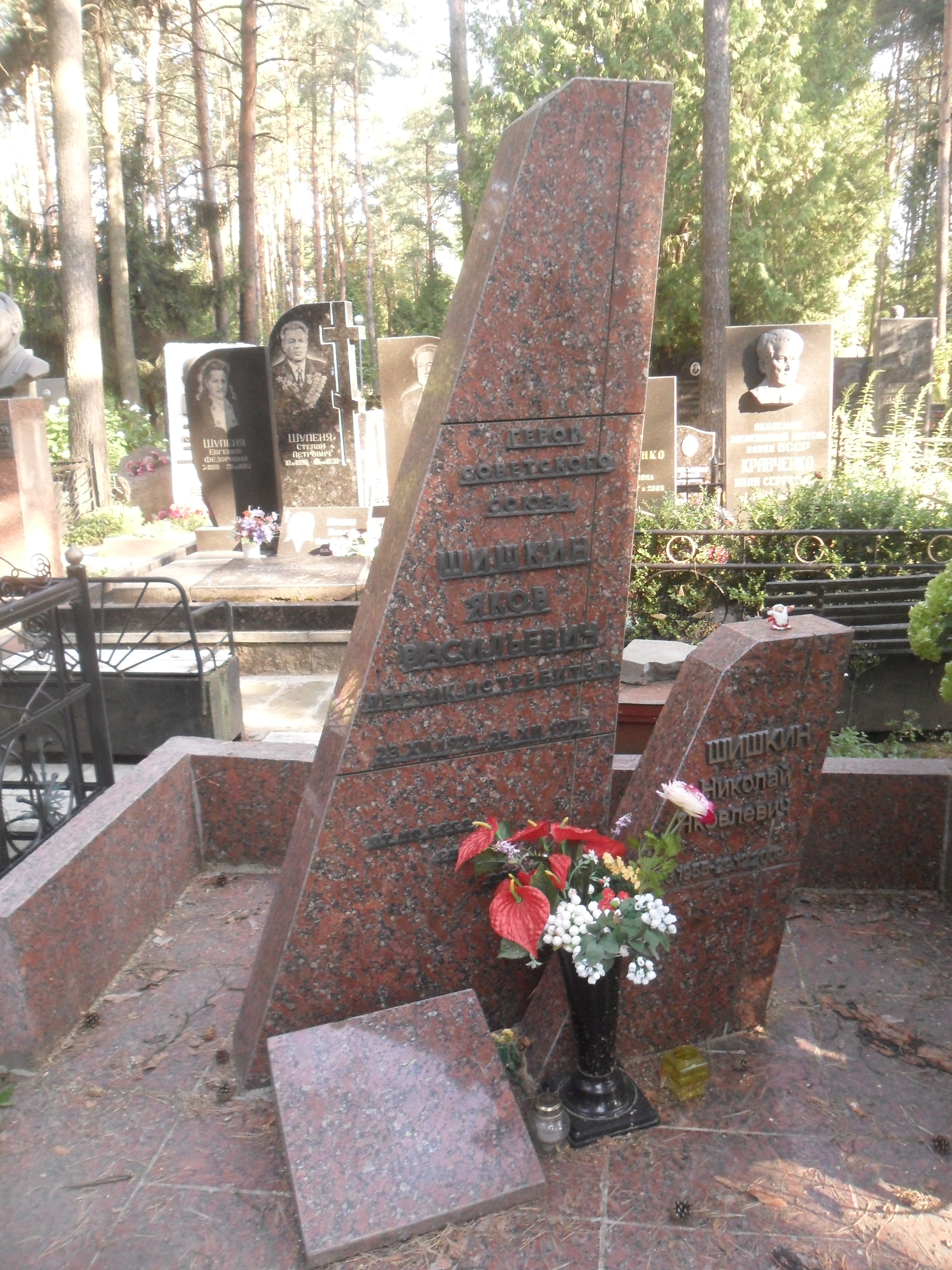
Могила Шишкина на Восточном кладбище Минска

Умер 27 декабря 1979 года. Похоронен на Восточном кладбище в Минске.
На памятной стеле на территории средней школы № 1 в городе Вольск Саратовской области установлена мемориальная доска.
Полковник, Военный лётчик 1-го класса.
Награждён орденом Ленина, двумя орденами Красного Знамени, орденом Отечественной войны 1-й степени, двумя орденами Красной Звезды, медалями.